# Claudio Trevisan
Claudio Trevisan (Cervignano del Friuli, 27 luglio 1947 – Casciana Terme, 18 novembre 2022) è stato un calciatore italiano, di ruolo attaccante.

## Biografia
Ha avuto tre figli, Claudia, Matteo e Martina, gli ultimi due diventati entrambi tennisti professionisti.

## Carriera
Inizia la carriera nell'Imperia, con cui nella stagione 1967-1968 realizza 8 reti in 31 presenze; l'anno seguente gioca ancora in quarta serie, segnando 9 reti in 28 presenze col Pontedera. Nella stagione 1969-1970 esordisce in Serie C, segnando 9 reti in 34 partite con il Cosenza, di cui è inoltre il miglior marcatore stagionale alla pari con Franco Campidonico. Passa poi al Mantova, con cui nella stagione 1970-1971 disputa 3 partite nel campionato di Serie B, che i virgiliani vincono ottenendo quindi la promozione in Serie A.
Nell'estate del 1971 viene poi ceduto al Montevarchi, con cui nella stagione 1971-1972 vince il campionato di Serie D segnando 8 reti in 33 presenze; successivamente rimane con la squadra toscana anche in Serie C, campionato nel quale durante la stagione 1972-1973 realizza 5 reti in 35 incontri disputati. Nella stagione 1973-1974 gioca per la terza annata consecutiva col Montevarchi, con cui realizza ulteriori 8 reti in 38 presenze nel campionato di Serie C, arrivando così a complessive 106 presenze e 21 reti con la maglia del club toscano, che lascia nell'estate del 1974 per trasferirsi alla Sambenedettese, club neopromosso in Serie B.
Trevisan nella stagione 1974-1975 gioca 25 partite nella serie cadetta con la squadra marchigiana, con cui realizza inoltre 3 reti, le sue prime in carriera in seconda serie; nella stagione 1975-1976 continua a far parte della squadra, con cui gioca 14 partite senza mai segnare. Gioca infine una terza stagione con la squadra rossoblu: la stagione 1976-1977, nella quale segna 2 reti in 15 presenze in Serie B. A fine stagione passa al Fano, società di Serie C, con cui nella stagione 1977-1978 va a segno 7 volte in 26 presenze in terza serie retrocedendo nel neonato campionato di Serie C2, nel quale in seguito milita per una stagione (la 1979-1980) anche con la maglia del Modena, con cui va a segno per 10 volte in 34 presenze vincendo il campionato e conquistando quindi la promozione in Serie C1.
In carriera ha giocato complessivamente 57 partite in Serie B (con 5 reti), 128 in Serie C (26 reti), 34 in Serie C2 (10 reti) e 97 in Serie D (25 reti).

## Palmarès

### Club

#### Competizioni nazionali
- Serie B: 1

Mantova: 1970-1971
- Serie D: 1

Montevarchi: 1971-1972 (girone E)
- Serie C2: 2

Fano: 1978-1979 (girone C)
Modena: 1979-1980 (girone B)